# Лінійні кораблі типу «Гельголанд»
Лінійні кораблі класу Helgoland — серія з чотирьох великих лінкорів (нім. Großlinienschiffen) німецької Кайзерліх Маріне — SMS Helgoland, SMS Oldenburg, SMS Ostfriesland, SMS Thüringen. Друга серія модерних лінкорів після класу Nassau і перша, чий головний калібр складався з гармат калібру 305-мм. Вартість побудови даної серії становила 182 млн золотих марок. Кораблі брали участь в усіх великих битвах Першої світової війни і дійшли до її завершення.

## Історія
Лінійні кораблі класу Helgoland призначались для заміни трьох старих панцирників берегової оборони класу Siegfried і першого німецького повністю сталевого панцирного корабля SMS Oldenburg. Ця серія німецьких великих лінійних кораблів проектувалась і будувалась одночасно з британськими лінкорами класів St.-Vincent і Neptune.
Німецькі лінкори отримали рівноцінну британцям 305-мм артилерію головного калібру і потужнішу середню артилерію (14×150-мм проти 12/20×102-мм).

### Озброєння

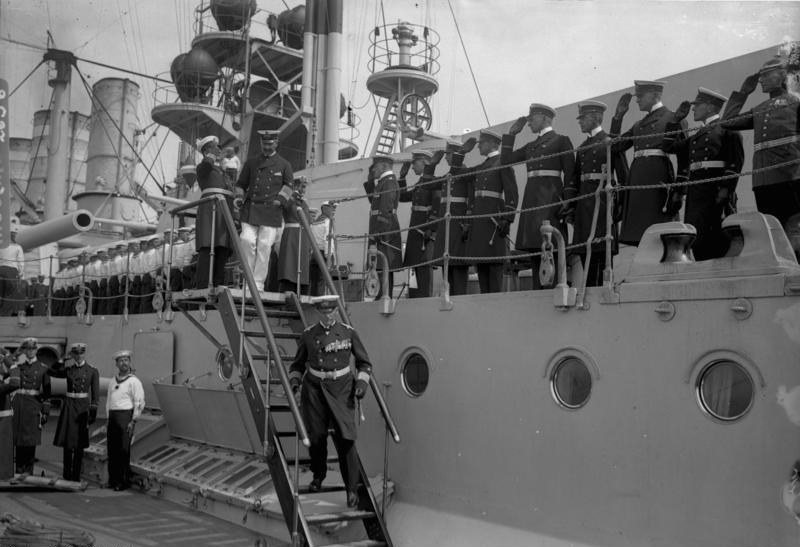
Вільгельм ІІ відвідує
SMS Oldenburg. 1910

Схема розміщення башт з гарматами основного калібру

На лінкорах вперше встановили 305-мм гармати головного калібру. Це дозволило ненадовго зрівнятись з британськими лінкорами, які 1912 починаючи з класу «Оріон» отримали 343-мм гармати. Однак деякою мірою це компенсувалось більшою початковою швидкістю набою і дальністю стрільби німецьких гармат.
Тоді розміщення башт головного калібру одна над одною вважали таким, що погіршує остійність корабля. Тому шість башт розмістили у формі шестикутника, коли по дві башти стояли по бортах і по одній на носі і кормі. Це дозволяло використовувати під час бою для бортового залпу 8 гармат, для залпів вперед-назад по 6 гармат.
Середня артилерія 14×150-мм гармат розміщувалась у індивідуальних казематах нижче головної палуби, але їх неможливо було застосувати при високих хвилях.
Протимінні 14×88-мм гармати розміщувались у відкритих казематах (4 на носі, 2 кормі) та на палубах надбудов. У час війни їх замінили 88-мм зенітні гармати.

### Захист
Панцирний захист з листів Krupp cemented armour, K.C.A. лінійних кораблів класу Helgoland переважав захист британських лінкорів. Товщина основного панцирного поясу приблизно відповідала головному калібру. Вони мали кращу структурну стійкість корпусу, поділ на водонепроникні відділення, причому усі головні механізми були захищені своїми водонепроникними перегородками. Бункери з вугіллям складали додатковий протиторпедний захист, як і у лінкорів класу Nassau. Також в основному був повторений розподіл товщин панцирних листів по довжині корпусу.

### Силовий привід

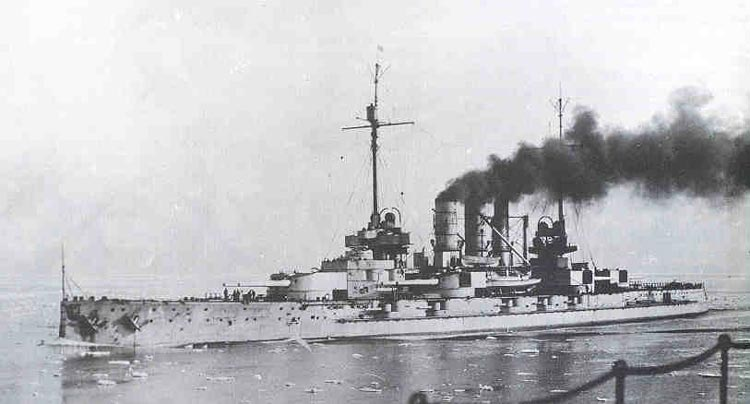
SMS Ostfriesland

На лінкорах знову встановили три 4-циліндрові парові машини, що приводили в дію чотирьохлопатеві гвинти діаметром 5,1 м. Розміщення башт головного калібру обмежило розмір машинного відділення, котелень. Два послідовно розташовані стерна забезпечували малий радіус розвороту. При випробовуваннях кораблі даної серії розвинули різну швидкість — 20,8 вузлів (SMS Helgoland) — 21,3 вузлів (SMS Oldenburg). Під час війни у топках парових котлів встановили додаткові форсунки для розприскування нафти, що дозволило збільшити швидкість на 0,5 вузлів при одночасному зменшенні дальності плавання.

## Застосування

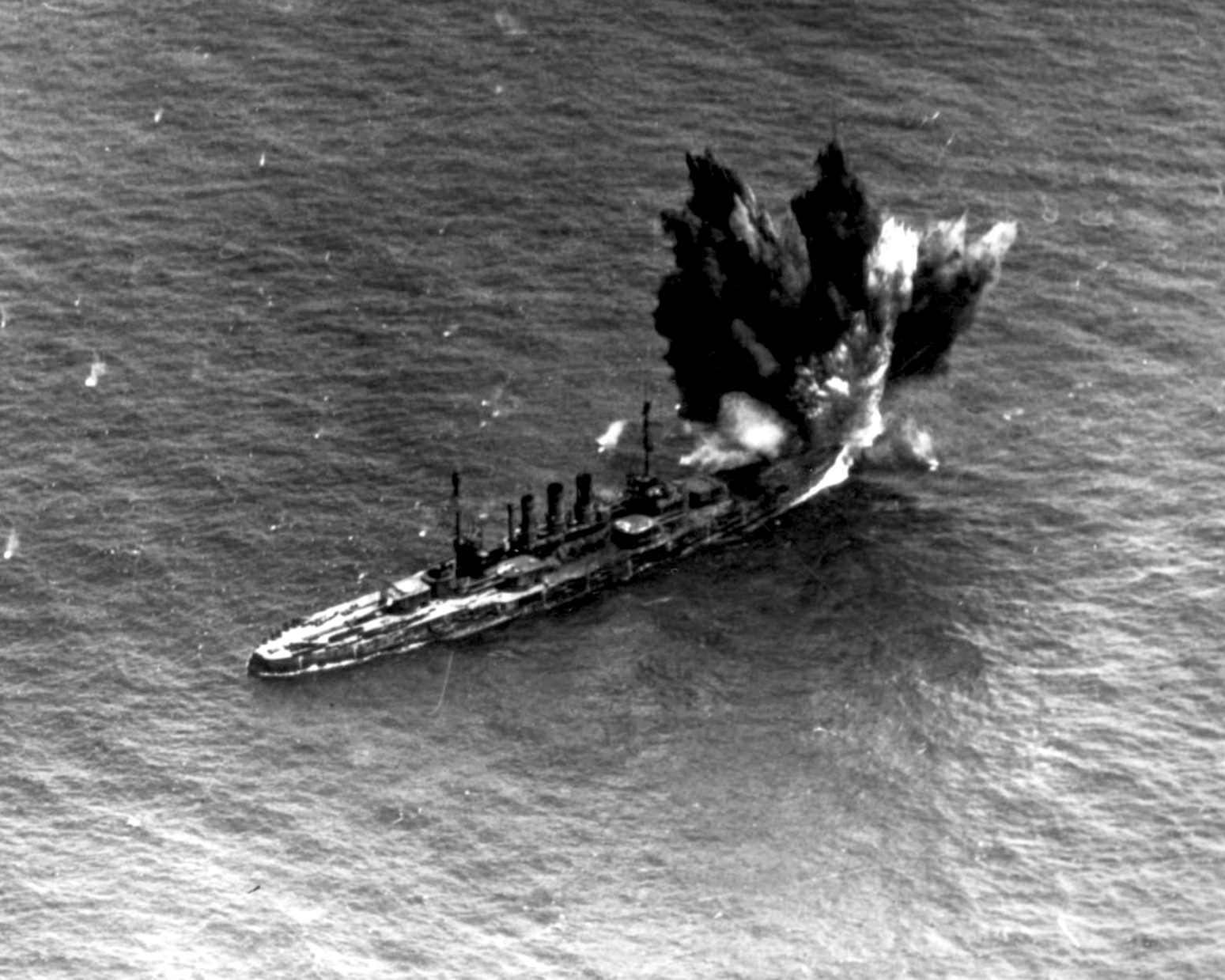
Бомбардування SMS Ostfriesland. 1921

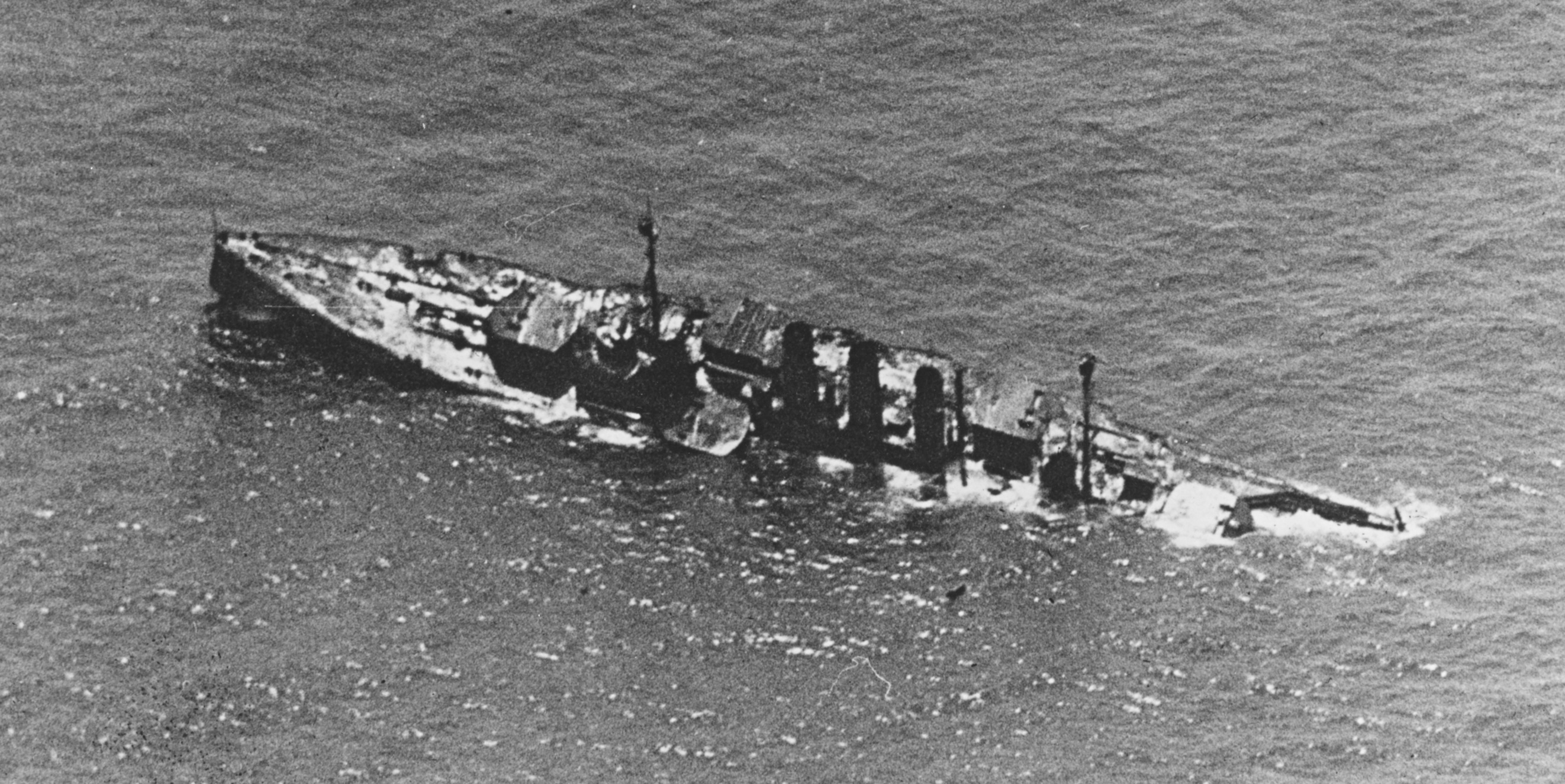
Загибель SMS Ostfriesland після бомбардувань. 1921

Лінійні кораблі класу Helgoland разом з лінкорами класу Nassau формували І ескадру Флоту відкритого моря і брали участь у більшості бойових операцій. У Ютландській битві SMS Helgoland отримав попадання 380-мм набою, що нанесло незначні пошкодження. На SMS Oldenburg попадання набою середньої артилерії не завдало шкоди корпусу, але принесло загибель 8 і поранення 14 моряків. SMS Thüringen залишився неушкодженим, потопивши своїм вогнем панцирний крейсер HMS Black Prince. SMS Ostfriesland у битві не зазнав пошкоджень, але при поверненні підірвався на міні, через що з великими труднощами дібрався до Вільгельмсгафен.
Після завершення війни лінкори даного класу, як застарілі, не були інтерновані у Скапа-Флоу з найновішими кораблями Кайзерліхе Маріне, але вони були не надто давньої конструкції, тому підлягали знищенню.
- SMS Helgoland передали Великій Британі, де його 1924 чи 1921 порізали на брухт
- SMS Oldenburg передали Японії, яка продала його 1921 Британії для порізки на брухт
- SMS Ostfriesland передали США, де затонув 1921 як ціль для бомбардувань
- SMS Thüringen передали Франції, де використовували за ціль для артилерійських стрільб, 1922 порізали на металобрухт, хоча значну частину корабля затопили біля Лор'ян.